# Sam Tripoli
Sam Tripoli es un comediante, escritor, productor y presentador estadounidense de Los Ángeles.
Creció en Cortland, Nueva York, y se mudó a Las Vegas después de la preparatoria para asistir a UNLV . Fue en la UNLV que Tripoli ganó el apodo de "Big Juice". Lo apodaron después de "no pagar" una serie de apuestas con sus hermanos de la fraternidad. Lo bautizaron con el título, como una obra de la marca de jugos Welches. Se graduó en 1997 con una licenciatura en psicología.

## Carrera
Tripoli ha dicho que el desempeño y el deseo de hacer reír a la gente ha estado en su sangre desde los dos años, y comenzó a hacer stand up por una apuesta. Pronto actuó en los casinos de Las Vegas con Mutiny, una compañía de improvisación que él mismo cofundó, además de presentar shows semanales en el strip.
En 2000, Tripoli se mudó a Los Ángeles. Su descanso llegó mientras trabajaba la puerta en The Comedy Store. El propietario Mitzi Shore organizó un espectáculo de temática de Oriente Medio llamado "Caballeros árabes" y la herencia armenia de Tripoli lo puso en la cuenta. Fue uno de los dos comediantes en The Comedy Store que realizó su primer juego como cliente regular en The Main Room; el otro fue Roseanne Barr.
En 2006, su amigo y comediante Steve Byrne lo llevó a una audición para Spike TV, Tripoli se convirtiera en copresentador la cadena Wild World of Spike .
Tripoli fue elegido como finalista en el concurso "Quién quiere ser Howard Stern " de 2008, y su demostración se puso en televisión.
Tripoli realiza actualmente un toue en Los Ángeles. "Crimefighter" fue el título de su álbum debut de comedia y un tema frecuente en su acto. Ha realizado giras como parte de The Monsters of Comedy, Rock Stars of Comedy y una gira de USO de Afganistán organizada por Vince Vaughn.
Tripoli creó The Naughty Show, que es un programa de variedades de comedia en vivo y un pódcast semanal en la cadena DEATHSQUAD. Ambos espectáculos incorporan comediantes, estrellas de cine para adultos, personajes y videos. También es un invitado frecuente en The Joe Rogan Experience y Ice House Chronicles.
En 2012, Tripoli y los comediantes Ari Shaffir y Jayson Thibault lanzaron Punch-Drunk, un programa de radio deportivo, en la Red Toadhop. En 2017, Tripoli lanzó un álbum de doble comedia, "The Diabolical".

## Apariciones
- Podcast de la casa de tu madre (2018)
- Podcast de The Fighter and the Kid (2017)
- Podcast de la casa de tu madre (2017)
- TigerBelly Podcast (2017)
- Co-creador del sombrero de papel de aluminio . Podcast examinando la corrupción y las noticias.
- Punch-Drunk - Cocreador y co-anfitrión (2012 - presente)
- The Naughty Show - Creador y anfitrión (2011 - presente)
- Película de comedia Nerds (2012)
- La experiencia de Joe Rogan - Invitado recurrente (2011 - presente)
- The Ice House Chronicles - Invitado recurrente (2011 - presente)
- Comics Unleashed (2010)
- Hombre arriba, Stand-Up (2010)
- Sobreviviendo las vacaciones con Lewis Black (2009)
- Live Nude Comedy (2009)
- Comedia. televisión (2009)
- Comics sin Fronteras (2008)
- Wild World of Spike - Anfitrión (2007)
- The Late Late Show con Craig Ferguson (2007)
- Party @ the Palms (2005)
- The Late Late Show con Craig Kilborn (2004)
- Mezcla Premium (2004)